# Haematractidium scombri
Haematractidium scombri is een soort in de taxonomische indeling van de Myzozoa, een stam van microscopische parasitaire dieren. Het organisme komt uit het geslacht Haematractidium en behoort tot de familie Haemohormidiidae. Haematractidium scombri werd in 1913 ontdekt door D.P. Henry.